# Humberto Maschio
Humberto Dionisio Maschio (ur. 20 lutego 1933 w Avellaneda, zm. 20 sierpnia 2024) – argentyński piłkarz grający na pozycji napastnika.
Był zarówno dobrym strzelcem jak i dryblerem, jednak jego największym atutem było myślenie na boisku – stąd przydomek Bocha (czyli głowa).

## Kariera klubowa
Piłkarz rozpoczął piłkarską w stołecznym Arsenalu Sarandí, skąd przeniósł się do Quilmes.
W 1954 roku został piłkarzem Racingu, gdzie zadebiutował u boku Omara Corbatty i Antonio Angelillo. W 1957 roku po znakomitym w wykonaniu piłkarza turnieju Copa América, wyemigrował do Włoch, czym u kibiców argentyńskich zarobił sobie na miano tzw. „brudnej twarzy”. W trakcie gry na Półwyspie Apenińskim grał dla kilku klubów min. Bolognii, Atalanty, Interu Mediolan (Scudetto w 1963 roku) czy ACF Fiorentina (Puchar Włoch 1966)  W roku 1966  za namową trenera klubu Juana José Pizzuttiego, wrócił do ojczyzny, po raz drugi został zawodnikiem Racing Club. Jesień kariery był dla zawodnika niezwykle owocna – Maschio wraz z drużyną zdobył dwa najbardziej prestiżowe trofea – Copa Libertadores i Puchar Interkontynentalny w 1967 roku.

## Kariera reprezentacyjna
Dla reprezentacji Argentyny rozegrał 12 spotkań w których zdobył 12 bramek. Był częścią drużyny, która zwyciężyła w Copa América 1957.
W 1962 został powołany do kadry Włoch na mistrzostwa świata 1962. Na turnieju był kapitanem zespołu i głównym „bohaterem” tzw. „Bitwy w Santiago”, czyli serii brutalnych incydentów jakie miały miejsce w trakcie spotkania z reprezentacją Chile (chilijski piłkarz złamał mu nos w trakcie bójki). Włosi odpadli z turnieju już po fazie grupowej, a piłkarz zdecydował się zakończyć karierę reprezentacyjną.
Łącznie w reprezentacji Włoch rozegrał cztery spotkania.

## Kariera trenerska
Po zakończeniu kariery został trenerem. Krótko i bez sukcesów prowadził reprezentację Argentyny i Kostaryki oraz boliwijskie Blooming.

## Sukcesy

### Klubowe
Inter Mediolan
- Serie A: 1962–63

Fiorentina
- Puchar Włoch: 1965–66

Racing Club
- Primera División: 1966
- Copa Libertadores: 1967
- Puchar Interkontynentalny: 1967

### Reprezentacyjne
Argentyna
- Copa América: 1957

## Literatura
- Tomasz Wołek, Encyklopedia piłkarska FUJI: Copa America. Historia mistrzostw Ameryki Południowej 1910-1995, Wydawnictwo GiA, Katowice 1995, ISBN 83-902751-2-0, str. 114